# 阿爾巴日區
57°41′N 48°18′E / 57.683°N 48.300°E
阿爾巴日區（俄语：Арбажский район），是俄羅斯的一個區，位於該國西部，由基洛夫州負責管轄，面積1,416平方公里，2010年該區人口7,328，人口密度每平方公里5.18人。